# Taifun (Bootsklasse)
Der Taifun gehört zu den schnellen und segeltechnisch anspruchsvollen Einhandjollen.
Die Boote werden im Erwachsenenbereich Einhand, im Jugendbereich teilweise mehrhändig gesegelt, sind 5,20 m lang und verfügen über ein Großsegel sowie ein Vorsegel. Zur Verbesserung des Trimms hat das Boot im hinteren Bereich des Cockpits auf jeder Seite ein Ausreitbrett.
Für die Klasse wird alljährlich in Deutschland eine Deutsche Bestenermittlung und eine Deutsche Jugendbestenermittlung nach den Kriterien des Deutschen Segler-Verbandes sowie eine entsprechende Meisterschaft nach den Vorgaben des Deutschen Kanu-Verbandes (DKV) durchgeführt, da die Bootsklasse in beiden Verbänden organisiert ist. Im DKV ist die Bootsklasse als nationale Bootsklasse eingestuft.
2011 fanden die Weltmeisterschaften der Bootsklasse vor Travemünde statt, 2015 fand im Rahmen der Travemünder Woche der Euro-Cup statt.